# 親密伴侶性暴力
親密伴侶性暴力（Intimate partner sexual violence），涵蓋對親密伴侶（包括情侶、同居者、婚前婚後）的性暴力。這個概念的興起是因為大部份性暴力均發生於沒有法定配偶關係但又有親密關係的人，而有配偶關係者則專稱婚內強姦。